# Nikolai Laursen
Nikolai Rohde Laursen (Frederiksberg, 19 febbraio 1998) è un calciatore danese, attaccante o ala dell'Heracles Almelo.

## Biografia
Ha un fratello calciatore, Benjamin, che gioca come difensore centrale nelle giovanili del Brondby.

## Caratteristiche tecniche
Di piede mancino, è un giocatore versatile che gioca principalmente come ala destra, ma può essere impiegato anche sulla fascia sinistra o all'occorrenza anche come trequartista o punta. Possiede buone qualità tecniche, in particolare controllo palla, dribbling e finalizzazione, a cui si aggiunge l'intelligenza di gioco e la forza fisica.

## Carriera

### Club
Nikolai Laursen cresce nelle giovanili del Brondby fino al debutto in prima squadra in Coppa di Danimarca nel 29 ottobre 2014, nella partita vinta 3-1 contro il Fremad Amager. Sei mesi più tardi, il 26 ottobre 2015, Laursen esordisce in campionato al minuto 84' subentrando ad Alexander Szymanowski nella partita contro il Vestsjælland, dove 5 minuti più tardi segna la sua prima rete del finale 4-0. Con la maglia gialloblu gioca altre due partite in campionato, subentrando: quella vinta 2-0 contro il Silkeborg e quella persa 1-0 contro l'Esbjerg.
Il 1º luglio 2015 viene acquistato dal PSV Eindhoven per 1,3 milioni di euro. Esordisce subito nella seconda squadra, lo Jong PSV, entrando al 65' al posto di Moussa Sanoh, nella partita contro il Go Ahead Eagles, il 10 agosto 2015. Dopo questa partita, però, non venne fatto giocare fino al 2016, eccetto in una partita del turno preliminare della Jupiler League U19 contro il Willem II U19, dove gioca per tutta la partita segnando anche il gol del 4-0, poi finita 5-0 (5-1 considerando l'andata). Il 16 gennaio 2016 giocò la sua terza partita (considerando tutte le squadre) con la maglia del PSV Eindhoven, nell'Under 19 contro il Willem II; questa volta, però, persero 3-1, e fu sostituito al 60', facendo entrare Arnaut Groeneveld. Partì titolare anche nelle prossime due partite, contro il Feyenoord U19 e il NEC/Oss U19, perse entrambe. Continuò a giocare nell'U19 in campionato contro l'Ajax U19 e il Vitesse U19 come ala sinistra; in quest'ultima partita segnò anche 2 gol (la partita finì 3-1 e Laursen fu sostituito al 75'). Il 26 febbraio 2016 ritornò nella squadra del Jong PSV, giocando per 9 minuti contro l'Achilles '29, subentrando al montenegrino Alexandar Boljevic. La partita venne persa 3-2 e Laursen dovette aspettare 2 settimane per tornare in seconda squadra; nel frattempo, giocò due partite con l'U19, contro l'AZ Alkmaar U19, vinta 1-0, e quella contro il Feyenoord U19 che fu pareggiata per 4-4, dove Laursen riuscì a segnare un gol. Ritornò quindi in seconda squadra, dove giocò 5 partite di fila, dal 14 marzo 2016 all'11 aprile 2016, con un gol e un assist. Il 29 aprile 2016, dopo due settimane di esclusione, giocò la sua ultima partita di campionato come ala sinistra contro l'Almere City, persa per 7-0, dopo l'espulsione di Oliver Rommens al 2' e quella di Jordy de Wijs al 47', causa di due rigori a favore dell'Almere City.
Nella stagione 2016-2017, Laursen giocò come ala destra due partite di UEFA Youth League: il 13 settembre 2016 contro l'Atletico Madrid U19 finita 0-0 e il 28 settembre contro il Rostov U19 finita 6-0. Laursen non segnò nessun gol in queste due partite. In seconda divisione olandese con il Jong PSV giocò 11 partite, con 2 assist e 2 cartellini gialli. Il 28 ottobre 2016 si rompe il legamento crociato.
Ritorna in campo nella prima partita della stagione 2017-2018 subentrando all'88º minuto. Gioca la partita seguente subentrando al 65º, rimonta lo svantaggio nella partita contro l'Helmond Sport segnando 2 reti e porta quindi la sua squadra al 2-1 finale.
Il 27 luglio 2018, ritorna a vestire la maglia del Brondby tramite un accordo di prestito dal PSV. L’anno seguente viene ceduto all’Emmen con cui firma un contratto triennale.
Nel giugno del 2021 firma un contratto triennale con l'Heracles Almelo.

### Nazionale
Esordisce l'8 ottobre 2013 nella nazionale Under-19 in casa contro l'Austria, vincendo 2-0 e segnando anche un gol. Gioca anche il ritorno per 53 minuti, vinto per 3-2. Tre mesi dopo, fu schierato titolare nella partita contro il Belgio, pareggiata 3-3: Laursen fu sostituito al 60'. Il 28 luglio 2014, giocò un'amichevole contro gli Stati Uniti, questa volta con l'Under-17. Tre giorni dopo, fu schierato nella partita contro la Norvegia pareggiata 0-0, finendo sostituito al 80'. Giocò tre partite per la Qualificazione degli Europei Under-17: Andorra (vinta 3-1), Romania (persa 6-1) e Repubblica Ceca (persa 1-0). Laursen non fece né gol né assist, nemmeno nelle amichevoli. Dopo un anno e mezzo di assenze in Nazionale, Il 24 marzo, il 26 marzo e il 29 marzo 2016 giocò tre partite delle Qualificazioni agli Europei Under-19: quella con la Serbia pareggiata 2-2, subentrando al 75', e due partite intere contro la Francia persa 4-0 e il Montenegro, vinta 7-1: in questa partita Laursen segnò un gol, oltre a due assist, giocando come punta. A ottobre gioca due amichevoli (casa e trasferta) contro la Svizzera, segnando un gol per ciascuna. Il 10, il 12 e il 15 novembre 2016 salta tre partite con la Nazionale Under-19 per le Qualificazioni dell'Europeo Under 19 per l'infortunio al legamento crociato:  la Danimarca, senza Laursen, vince 5-0 contro la Bielorussia e perde rispettivamente 3-1 e 2-1 contro la Bulgaria e i vice-campioni in carica del Portogallo.
Il 14 novembre 2017 segna all'esordio il suo primo gol in Nazionale Under-21, nella partita persa per 3-1 contro la Polonia Under-21, subentrando al minuto 64 al posto di Mads Pedersen.

## Statistiche

### Presenze e reti nei club
| Stagione        | Squadra         | Campionato      | Campionato | Campionato | Coppe nazionali | Coppe nazionali | Coppe nazionali | Coppe continentali | Coppe continentali | Coppe continentali | Altre coppe | Altre coppe | Altre coppe | Totale | Totale |
| Stagione        | Squadra         | Comp            | Pres       | Reti       | Comp            | Pres            | Reti            | Comp               | Pres               | Reti               | Comp        | Pres        | Reti        | Pres   | Reti   |
| --------------- | --------------- | --------------- | ---------- | ---------- | --------------- | --------------- | --------------- | ------------------ | ------------------ | ------------------ | ----------- | ----------- | ----------- | ------ | ------ |
| 2014-2015       | Brøndby         | SL              | 3          | 1          | CD              | 1               | 0               |                    | -                  | -                  |             | -           | -           | 3      | 1      |
| 2015-2016       | Jong PSV        | ED              | 8          | 1          |                 | -               | -               |                    | -                  | -                  |             | -           | -           | 8      | 1      |
| 2016-2017       | Jong PSV        | ED              | 11         | 0          |                 | -               | -               |                    | -                  | -                  | YL          | 2           | 0           | 13     | 0      |
| 2017-2018       | Jong PSV        | ED              | 31         | 10         |                 | -               | -               |                    | -                  | -                  |             | -           | -           | 31     | 10     |
| Totale Jong PSV | Totale Jong PSV | Totale Jong PSV | 50         | 11         |                 | 0               | 0               |                    | -                  | -                  |             | 2           | 0           | 52     | 11     |
| 2018-2019       | Brøndby         | SL              | 17         | 1          | CD              | 4               | 1               | UEL                | 1                  | 0                  |             | -           | -           | 22     | 2      |
| Totale Brøndby  | Totale Brøndby  | Totale Brøndby  | 20         | 2          |                 | 5               | 1               |                    | 1                  | 0                  |             | -           | -           | 25     | 3      |
| 2019-2020       | Emmen           | E               | 18         | 4          | CO              | 1               | 0               |                    | -                  | -                  |             | -           | -           | 19     | 4      |
| 2020-2021       | Emmen           | E               | 29+1       | 3+0        | CO              | 2               | 0               |                    | -                  | -                  |             | -           | -           | 32     | 3      |
| Totale Emmen    | Totale Emmen    | Totale Emmen    | 47+1       | 7+0        |                 | 3               | 0               |                    | -                  | -                  |             | -           | -           | 51     | 7      |
| 2021-2022       | Heracles Almelo | E               | 29+2       | 4+0        | CO              | 2               | 0               |                    | -                  | -                  |             | -           | -           | 33     | 4      |
| 2022-2023       | Heracles Almelo | ED              | 29         | 16         | CO              | 2               | 1               |                    | -                  | -                  |             | -           | -           | 31     | 17     |
| Totale carriera | Totale carriera | Totale carriera | 178        | 40         |                 | 12              | 2               |                    | 1                  | 0                  |             | 2           | 0           | 193    | 42     |

## Palmarès

### Club

#### Competizioni nazionali
- Eerste Divisie: 1

Heracles Almelo: 2022-2023